# James Wilson Morrice
James Wilson Morrice (Montreal, 10 de agosto de 1865 - Tunes, 23 de janeiro de 1924) foi um importante pintor impressionista e pós-impressionista canadense, tendo estudado na Académie Julian.

## Biografia

### Vida pessoal
Nascido em Montreal, em 1865, James era filho de um comerciante rico da cidade de origem escocesa. Pouco se sabe sobre sua infância. Sua irmã, Annie Mather, foi escultora. Suas primeiras lições de desenho foram ainda na escola de ensino fundamental, onde em seguida ele começou a pintar aquarelas e paisagens da costa da Nova Inglaterra, onde a família passou muitos verões. Após uma pequena estadia no Maine, James se mudou para Toronto, onde estudou direito de 1882 a 1889, na Universidade de Toronto.

### Europa
James nunca exerceu a carreira de advogado. Ele largou a carreira para estudar arte em 1890, na Inglaterra. Não se sabe exatamente quando ele partiu para a Europa, mas em 1890 ele já estava em Saint-Malo, na França, desembarcando em Paris pouco depois, onde estudou na Académie Julian, de 1892 a 1897, sob a orientação de Henri Harpignies, morando no Montparnasse. Em Paris, fez amizades com outros proeminentes artistas, como Robert Henri, Charles Conder e Maurice Prendergast. Foi participante ativo do Salon d'Automne, 1905, membro do Clube de Arte do Canadá.
James visitou a costa da Normandia, Roma, Capri e Veneza, além da Holanda e da Bélgica. permaneceu em Paris até o início da Primeira Guerra Mundial, sem nunca deixar de visitar o Canadá, 1907, eleito membro da Academia Real do Canadá e, 1913. Chegou a dividir seu estúdio com Henri Matisse, em Tânger, de 1911 a 1912. Seus trabalhos iniciais foram dentro do impressionismo, mas a partir de 1905, James começa a pintar mais no estilo pós-impressionista.
Em fevereiro de 1896, mudou-se para Fontainebleau, para trabalhar com o pintor canadense Albert Curtis Williamson. De volta a Paris antes de abril, ele mudou seu estúdio para o número 34 da Rue Notre-Dame-des-Champs. Foi neste mesmo mês que expôs na capital francesa pela primeira vez, no Salon of the Société Nationale des Beaux-Arts. Em junho fecharia o estúdio para passar o verão em Saint-Malo.
Ele estaria de volta a Montreal em fevereiro de 1896, para passar o Natal com a família. Neste período, passou a pintar o inverno da região de Quebec, demonstrando seu talento com o uso de suaves tons de azul. Voltando para a França no final de março, no outono do mesmo ano já estava na Itália, exibindo seu trabalho em várias cidades italianas. Mesmo morando na Europa, ele costumava enviar quadros para a exposições no Canadá e nos Estados Unidos. Viajou também para a Tunísia e pela costa mediterrânea da África, pintando paisagens e cidades pelas quais passava.
Depois da morte dos pais, James voltou poucas vezes ao Canadá. Com o advento da Primeira Guerra Mundial, James pintou as paisagens de guerra e seus quadros foram algumas das primeiras representações de cenários de batalha do conflito.

## Morte
Sua saúde começou a se deteriorar pelo consumo abusivo de álcool. Mesmo assim, ele não parou de viajar pela Europa, tendo também visitado Cuba e México. Em 23 de janeiro de 1924, fragilizado pela bebida em excesso e com apenas 58 anos, James faleceu em Tunes.

## Legado
James Wilson Morrice foi um dos mais proeminentes e famosos pintores do Canadá. Em 1958, seus trabalhos foram expostos na Bienal de Veneza, representando o país. Galerias no Canadá continuaram a vender seus trabalhos com sucesso, mesmo depois de sua morte prematura.

## Galeria

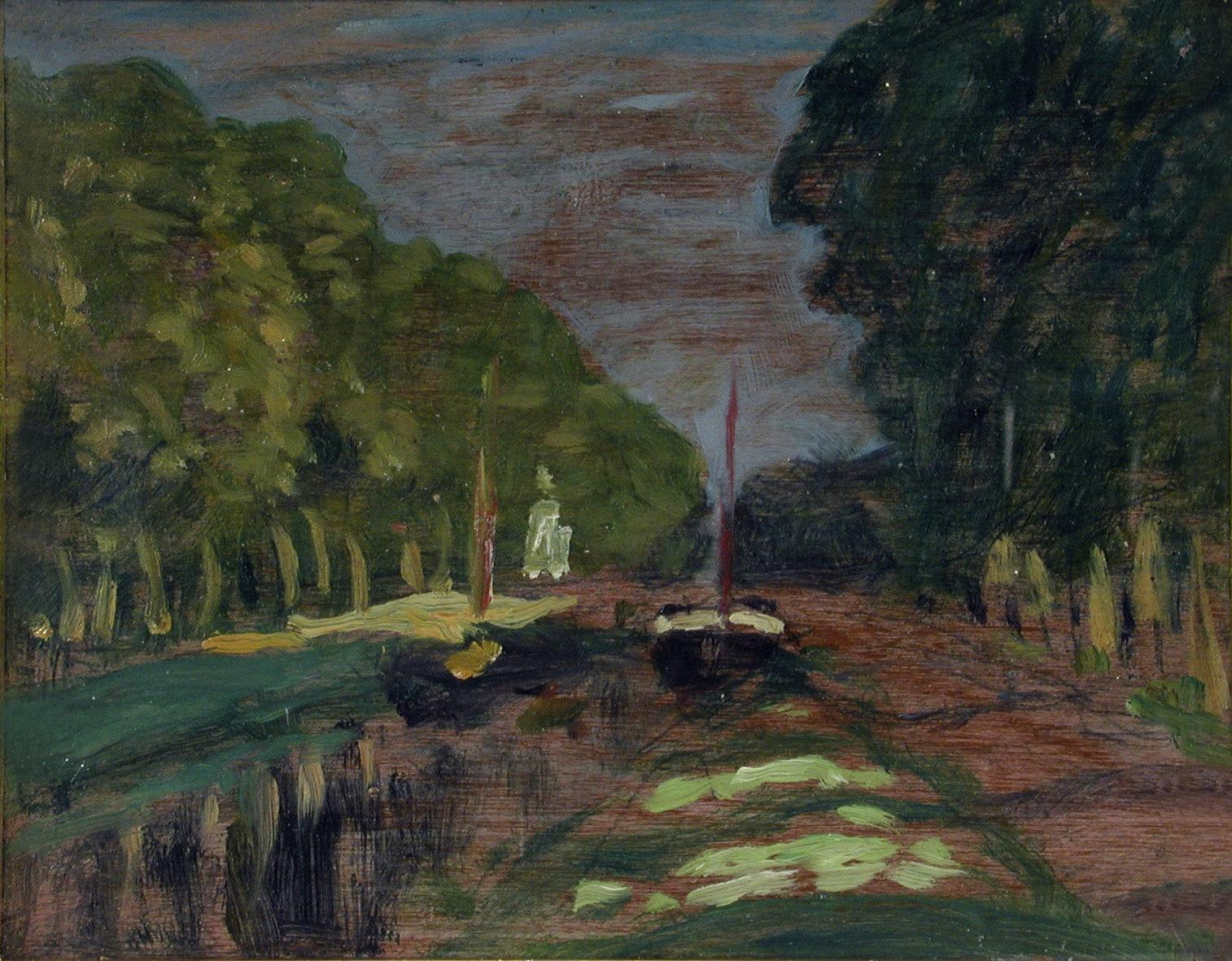
Paris Canal 1900, óleo sobre tela, cerca de 1900
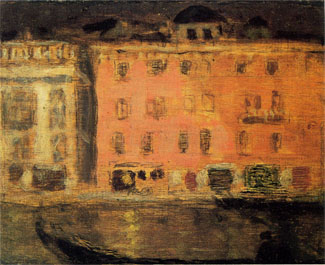
Venice c. 1900
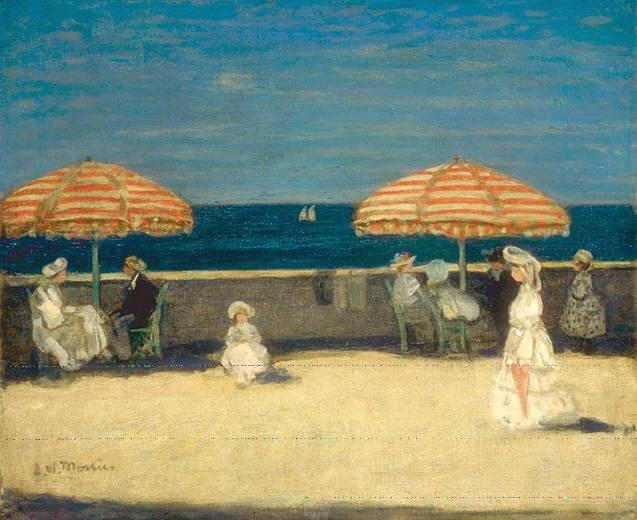
Dieppe, óleo sobre tela, 1906
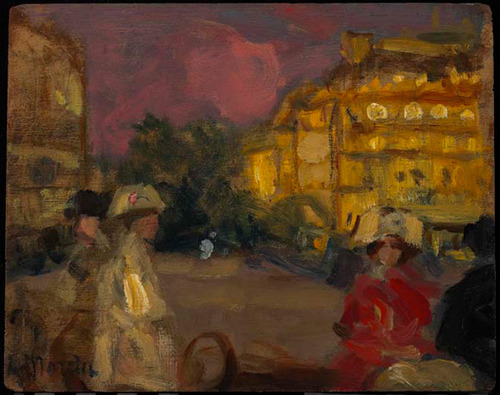
Street Scene Pink Sky Paris, óleo sobre tela, cerca de 1908
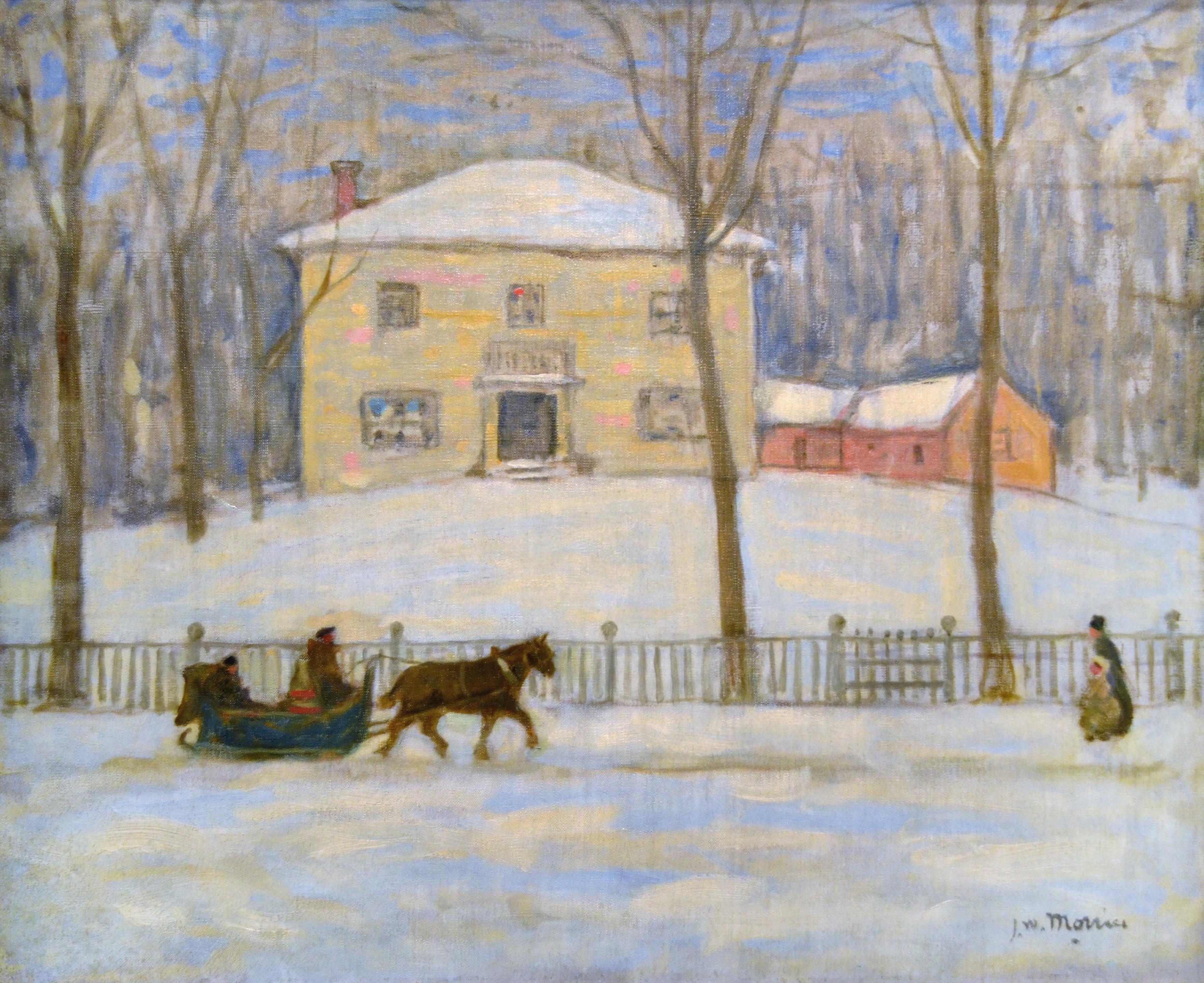
Old Holton House, Montreal,óleo sobre tela, 1908-09
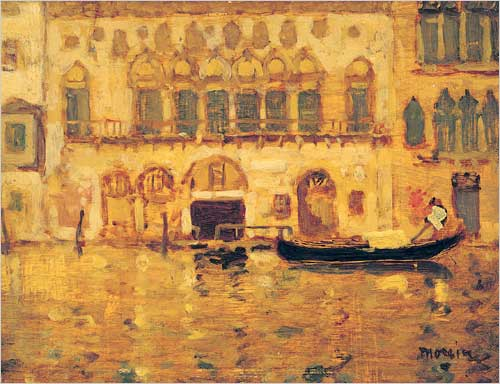
Venice, óleo sobre tela, cerca de 1910
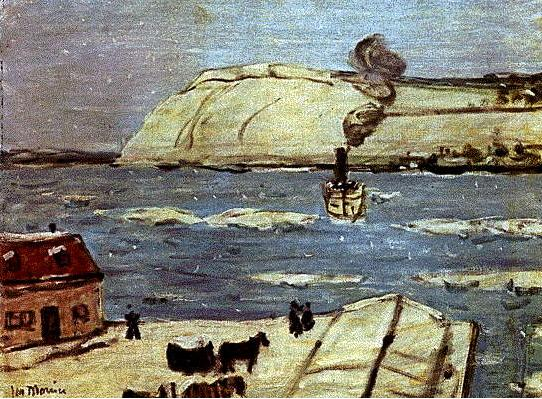
The Ferry, Quebec, óleo sobre tela, cerca de 1910
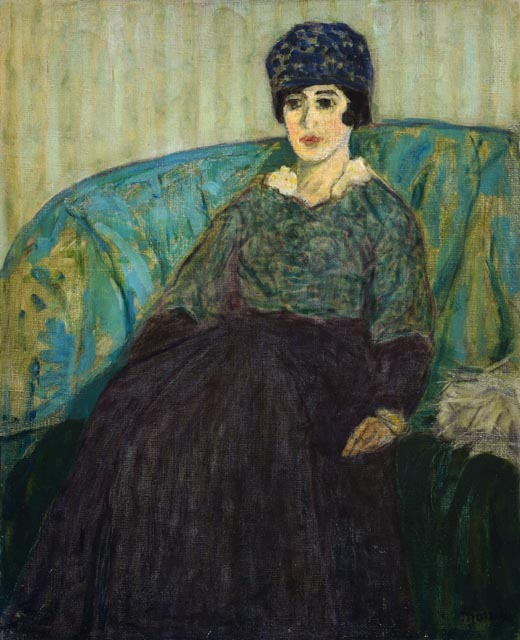
Blanche Baume, óleo sobre tela, 1911–12,